# Defensores de Veracruz en 1914
Defensores de Veracruz en 1914 son los héroes mexicanos que ofrendaron su vida en defensa de la soberanía nacional, durante la Ocupación estadounidense de Veracruz de 1914.
El 21 de abril de 2014, en la explanada del monumento “Conmemorativo de la Gesta Heroica de Veracruz de 1914”, en la Macro Plaza del Malecón de Veracruz se rindió un justo homenaje a los héroes navales y al pueblo veracruzano que velaron por la soberanía de la nación en aquella épica jornada.

## Héroes identificados
- Ángel Díaz Durán (1888-1972)
- Luis Escontría Salín
- Coronel Manuel Contreras Ojeda